# Evangeličanska cerkev augsburške veroizpovedi v Sloveniji
Evangeličanska cerkev augsburške veroizpovedi v Sloveniji je največja protestantska denominacija v Sloveniji in je s približno 18.000 verniki druga največja krščanska Cerkev v Sloveniji.
Septembra 2019 je bil za škofa izvoljen murskosoboški pastor Leon Novak, ki je decembra zamenjal škofa Geza Filo.

## Zgodovina
Evangeličanska cerkev na Kranjskem je bila ustanovljena v 16. stoletju, ko je reformator Primož Trubar prvič prevedel Luthrov katekizem ter dele Nove Zaveze v slovenščino. Malo pozneje je Jurij Dalmatin prevedel celotno Sveto Pismo, ki so ga uporabljali v tedanjih slovenskih protestantskih cerkvah. Luthrov nauk se je hitro razširjal med slovenskimi verniki. V Prekmurju so bili nosilci reformacije zemljiški gospodje - plemiški magnati Szechy-ji in Nadasdy-ji, pomembno vlogo pa je oddigral tudi štajerski plemič, baron Karl von Herberstorff, ki je kasneje postal prvi inšpektor evangeličanske cerkve na območju danšnjega Prekmurja.
V protireformacijski dobi so Habsburžani ter Rimskokatoliška cerkev protestantsko cerkev na Slovenskem popolnoma zatrli. Le na Ogrskem, kateri so pripadale tudi slovensko govoreča območja kot Slovenska okroglina (Prekmurje in Porabje), je slovenska evangeličanska cerkev zmogla preživeti v dveh cerkvenih občinah, Šurd in Čobin.
Na območju Prekmurja so v protireformacijski dobi magnati klonili pod pritiski in zamnejali strani. Skupaj z njimi (Nadasdy-ji, Szechy-ji in še nekaterimi plemiškimi družinami) so se v katolištvo spreobnili tudi njihovi podložniki. Kljub temu so prapor okoli katerega so se zbirali še preostali protestanti predstavljale nekatere ostale nižje in srednje plemiške rodbine kot sebeborski Berkeji, kuštanovski Panker-ji, kukeški Kerčmarj, itd.. Protestantski plemiči so kar nekajkrat preprečili zaseg protestantskih cerkva, dokler niso leta 1733 županijske oblasti zahtevale posredovanja nemških vojakov. Za plemiče je še vedno veljalo načelo Cuius regio, eius religio - čigar zemlja, tega vera. Po drugi strani pa so se bili podložniki prisiljeni prilagajati religiji svojih zemljiških gospodov. Bogoslužja so bila v tem obdobju omejena na t.i. artikularne kraje kot sta bila Čobin in Šurd, kje je deloval Štefan Küzmič ogrskoslovenski pastir in pisatelj, ki je 1771 izdal prevod Nove zaveze v prekmurščini (Nouvi Zákon). Evangeličanska cerkev še danes deloma uporablja prekmurski jezik v liturgiji. Takoj po izdaji tolerančnega patenta leta 1783 so bile v Prekmurju ustanovljene prve tri cerkvene občine: Puconci, Križevci in Hodoš. V Puconcih je bila 12. oktobra 1783 opravljena prva božja služba, ki jo je opravil Mihael Bakoš, prvi križevski duhovnik. Velike zasluge pri ustanavljanju evangeličanski cerkva v Prekmurju ima prekmurski odvetnik Franc pl. Novak. Verniki so v zgodnjem obdobju za svoje duhovnike radi izbirali predstavnike lokalnih plemiških družin, ki so bili zaradi svojega stanu obvarovani pred preganjanjem. Te plemiške družine, ki so se udejstvovale v evangeličanski cerkvi so bile družine Bačič, Berke, Novak in Smodiš.
V 19. stoletju so nemško govoreči protestantski priseljenci ustanovili nove evangeličanske cerkvene občine v Ljubljani, Celju ter v Mariboru. Po drugi svetovni vojni evangeličanske dejavnosti v teh mestih niso bile možne. Šele v petdesetih letih so jugoslovanske oblasti dovolile ponovno otvoritev cerkva v Ljubljani ter v Mariboru. Danes so tamkajšnji evangeličani večinoma priseljenci iz Prekmurja ter njihovi potomci.
Po koncu prve svetovne vojne je bilo 10 cerkvenih občin ločenih od Sombotelske škofije, zato je od leta 1919 začel delovati Prekmurski evangeličanski seniorat, ki je bil uradno ustanovljen tri leta kasneje. Ker je v 16. in 17. stoletju ze obstajal prvi seniorat, ki ga je vodil štajerski Slovenec Tomaž Križan, imenujejo nekateri zgodovinarji seniorat, ustanovljen 1919, tudi drugi prekmurski seniorat. Ta je bil ustanovljen leta 1922 v Murski Soboti, vodil pa ga je vse do svoje smrti Števan Kovatš, ki je tako postal prvi in zadnji prekmurski senior. Leta 1941 je bil prekmurski seniorat razpuščen, tedanji senior Kovač, ter senioratski inšpektor Josip Benko pa sta dobila dosmrtna naslova častnega seniorja, ter častnega senioratskega inšpektorja. Vsi nadaljnji seniorji so tako vodili evnagličansko cerkev v SR Sloveniji in ne več prekmursko ev. cerkev. Leta 2002 so izvolili prvega škofa, kar je postal dotlejšnji senior Geza Erniša.
Današnja Evangeličanska cerkev Augsburške veroizpovedi v Sloveniji se je organizirala na podlagi statuta iz leta 1977 in je članica Svetovne luteranske zveze in Konference evropskih Cerkva.

## Organizacija
Evangeličanski cerkvi na Slovenskem pripada 13 cerkvenih občin (glej seznam evangeličanskih cerkvenih občin v Sloveniji). Izmed duhovnikov-pastorjev volijo seniorja (od 2001 škofa) s šestletnim mandatom in inšpektorja.

## Seniorji evangeličanske cerkve
Pred letom 1918 (seniorji seniorata Železne županije v Kraljevini Madžarski):
- György Hrabovszky (1804)
- Lajos Döbrentey (1834-1844), consenior: Franc Ksaver Berke
- István Tőkés (1844)
- Máté Rahner (1855-1871)
- Sándor Poszvék (1871)
- Samuel Kund (1910)

Po letu 1918 (seniorji v Kraljevini Jugoslaviji, SFR Jugoslaviji in Sloveniji):
- Števan Kovatš (1922-1945) seniorsko funkcijo opravljal od 1919 dalje, čeprav takrat uradno seniorat še ni obstajal, v letih 1941−1945 častni senior
- Adam Luthar (1946-1948)
- Leopold Hari (1948-1953)
- Karel Kovač (1953-1959)
- Leopold Hari (1959-1965)
- Aleksander Kerčmar (1965-1971)
- Ludvik Novak (1971-1995)
- Geza Erniša (1995-2002), nato škof

## Škofje evangeličanske cerkve
- Geza Erniša (2002-2013)
- Geza Filo (2013-2019)
- Leon Novak (2019-2025)
- Aleksander Erniša (2025-)

## Inšpektorji evangeličanske cerkve
- Aleksander Junkucz (1922-1923) (c. kr. okrajni živinozdravnik, zemljiški posestnik)
- Josip Benko (1923-1945) (tovarnar in veleposestnik) v letih 1941−45 častni inšpektor
- Štefan Koltay (1946-1966)